# Heimann Jaffé
Dr Heimann Jaffé (ur. 9 czerwca 1826 w Rawiczu, zm. 1883) – rabin Frankfurtu nad Odrą od 5 sierpnia 1845 do 1848.
Syn rabina Jakoba Jaffé i Jette z domu Landau. W wieku 16 lat przeniósł się z rodzicami do Berlina. W 1845 r. rozpoczął naukę w gimnazjum we Frankfurcie nad Odrą, gdzie w 1850 r. zdał maturę. 15 sierpnia 1854 r. uzyskał promocję na Uniwersytecie w Halle.
Po śmierci ojca został rabinem we Frankfurcie nad Odrą, a następnie pełnił funkcję rabina w Gorzowie Wielkopolskim (1857), Stargardzie Szczecińskim, Kórniku (1862) i w Wolsztynie (1880).